# 댓츠 소 레이븐
《댓츠 소 레이븐》(That's So Raven)은 미국의 어린이 시트콤이다. 2003년 1월 17일부터 2007년 11월 10일까지 디즈니 채널에 방영하여 지금까지 계속 재방송한다. 이 시트콤은 디즈니 채널의 첫 스핀오프인 코리 인 더 하우스(Cory in the House)를 제작하였다.